# Marco Sanudo

Wappen der Sanudo

Marco Sanudo († 1227) war ein venezianischer Adliger, der zum Herzog von Archipelagos aufstieg.
Er war ein Angehöriger der venezianischen Patrizierfamilie Sanudo und Neffe des venezianischen Dogen Enrico Dandolo sowie Teilnehmer des Vierten Kreuzzugs, in dessen Verlauf 1204 Konstantinopel erobert wurde und bei dem er eine venezianische Flotte in die byzantinische Hauptstadt führte.
Im Jahr 1207 eroberte er mit Hilfe von acht von Venedig ausgeliehenen Galeeren die Insel Naxos, wo er das Herzogtum Archipelagos gründete und sich selbst zum Herzog machte.
Der Feldzug war ein Unternehmen, das nicht mit Heinrich von Flandern, dem Herrscher des Lateinischen Kaiserreichs, abgestimmt war. Sanudo wurde von Marino Dandolo und Andrea und Geremia Ghisi begleitet, aber auch von Ravano dalle Carceri, dem Herrn von Euböa, und Philocalo Navigaioso, dem Herrn von Lemnos.
Er begann die Eroberung der Insel, indem er in den Hafen von Potamidides im Südwesten von Naxos einfuhr. Die orthodoxen Naxioten ergaben sich nicht ohne Gegenwehr: im Landesinneren hielten sie die Festung Apalyros, die sich erst nach fünf- oder sechswöchiger Belagerung Sanudo ergab, trotz der Unterstützung durch Genua, die sich durch die Piratenaktionen der Venezianer vom Ägäishandel ausgeschlossen sahen.

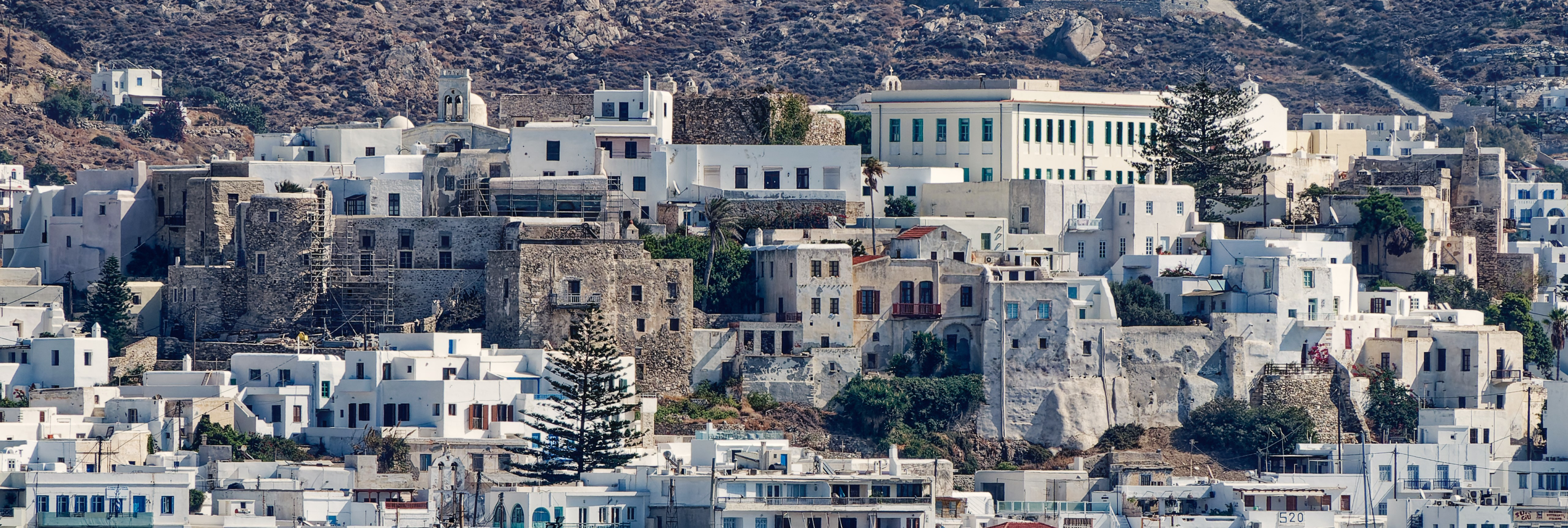
Die Burganlage von Naxos

Mit Naxos in seiner Hand eroberte Sanudo 1210 Milos und den Rest der Kykladen. Er ließ auf dem antiken Stadthügel von Naxos eine starke, zwölftürmige Festung errichten, die den Herzogspalast sowie die Stadthäuser seiner Lehnsmänner umfasste. Die Inseln teilte er in 56 Provinzen auf, die er als feudale Lehen unter den Anführern seiner Männer verteilte. Diese hatten sich ihm zumeist in Erwartung auf derartige Belohnungen angeschlossen und bislang ihre Kosten selbst getragen. Seine Begleiter Carceri und Navigaioso hatten ihre Inseln von Heinrich von Flandern erhalten und waren rechtlich gesehen direkte Vasallen des Lateinischen Kaiserreichs; auch Sanudo bevorzugte Heinrichs Oberhoheit eher als ein Untertan seiner Heimat Venedig zu bleiben und erhielt Naxos und die übrigen Inseln der Kykladen 1210 als erbliches Lehensherzogtum vom lateinischen Titularkaiser Ostroms zugesprochen. Naxos wurde Sitz des Herzogtums.
Er selbst regierte 20 Jahre lang (1207–1227) als Herzog Marcos I., umgeben von lateinischen Seigneurs auf mehr als zwei Dutzend Inseln, von denen einige ihm den Treueid leisteten, andere direkt dem Kaiser in Konstantinopel. Sanudos persönlicher Besitz waren die Inseln Paros, Antiparos, Melos, Sifnos, Kithnos, Ios, Amorgos, Kimolos, Sikinos, Syros und Pholegandros.
Als er 1227 starb, folgte ihm sein Sohn Angelo als Herzog von Archipelagos. Seine Familie regierte das Herzogtum bis 1383, als sie durch einen Aufstand der Crispos gestürzt wurden, die sich an ihrer Stelle auf den Thron setzten.